# 2016年1月臺灣
| << | 2016年1月 （民國105年） | >> |    |    |    |    |
| \| 日 \| 一 \| 二 \| 三 \| 四 \| 五 \| 六 \| \| \| \| \| \| \| 1 \| 2 \| \| 3 \| 4 \| 5 \| 6 \| 7 \| 8 \| 9 \| \| 10 \| 11 \| 12 \| 13 \| 14 \| 15 \| 16 \| \| 17 \| 18 \| 19 \| 20 \| 21 \| 22 \| 23 \| \| 24 \| 25 \| 26 \| 27 \| 28 \| 29 \| 30 \| \| 31 \| \| \| \| \| \| \| |                         |    |    |    |    |    |
| 臺灣新聞動態／維基新聞 |                         |    |    |    |    |    |
| 世界／中国大陆／臺灣 |                         |    |    |    |    |    |
| 日 | 一                      | 二 | 三 | 四 | 五 | 六 |
| |                         |    |    |    | 1  | 2  |
| 3 | 4                       | 5  | 6  | 7  | 8  | 9  |
| 10 | 11                      | 12 | 13 | 14 | 15 | 16 |
| 17 | 18                      | 19 | 20 | 21 | 22 | 23 |
| 24 | 25                      | 26 | 27 | 28 | 29 | 30 |
| 31 |                         |    |    |    |    |    |

## 1月1日
衛福部決定，自2016年1月1日起實施，股利、租金、利息與執行業務所得的全民健康保險補充保費扣繳下限，由單筆新台幣5千元調高至新台幣2萬元。

## 1月6日
- 臺北市政府環境保護局木柵垃圾焚化廠上午發生爆炸事件。上午在焚燒臺灣新北地方法院檢察署送來銷燬廢棄物時，於搬運過程中爆炸，致2人受傷，其中一人右眼可能失明[2]。

## 1月16日
- 總統及立委選舉投/開票日，由民主進步黨籍之蔡英文、陳建仁當選正副總統；立法委員則有民主進步黨、中國國民黨、時代力量、親民黨、無黨團結聯盟五政黨取得席次。[3][4][5][6]

## 1月19日
- 台灣基督長老教會總會事務所召開第60屆總會常置委員會第5次會議[7]，發布祝賀民主進步黨在總統及立委選舉大勝的公開信〈使台灣成為上主賜福的國家：台灣基督長老教會對2016年總統與立法委員選舉的信息〉[8]，引發台灣基督長老教會內外批評是濫用《聖經》經文[9][10][11]。

## 1月22日
- 105學年度大學學科能力測驗第一天。
- 黑手那卡西工人樂隊團員陳柏偉、楊友仁、張迪皓舉辦「黑手不是那卡西：歷史終結與黑手那卡西的最後一夜」演唱會，宣布黑手那卡西工人樂隊解散[12][13]。

## 1月23日
- 105學年度大學學科能力測驗第二天。

## 1月25日
- 台灣中油修改浮動油價公式。原本浮動油價公式只調整批發價，加油站業者加上固定金額成為零售價；但本日開始，中油與台塑石油一起縮減油價跌幅，乘油價低點把加油站利潤加進油價公式浮動。原本調降汽油批售價格新臺幣0.6元/公升、柴油批售價格新臺幣0.7元/公升，零售價格應該同樣降幅，但是零售價格變成汽油降新臺幣0.１元/公升、柴油降新臺幣0.4元/公升。[14][15]

## 1月26日
- 金融監督管理委員會宣布委託保險安定基金接管朝陽人壽，接管期限以2年為原則，接管後仍繼續營運，保戶權益不受影響[16]。

## 1月28日
- 總統馬英九因菲律賓控告中國案，於卸任前、也是8年總統任期內首度登上太平島[17]。
- 前陽信商業銀行董事長陳勝宏護航小舅子薛宗賢超貸案，臺灣高等法院更一審判決，依《銀行法》背信未遂罪判處陳勝宏有期徒刑2年8個月、併科罰金新臺幣250萬元，判處薛宗賢有期徒刑3年6個月、併科罰金新臺幣400萬元[18]。
- 國光客運宣布，旗下最後33輛灰狗巴士即日起退役[19]。
- 長春集團共同創辦人鄭信義逝世[20]。